# RVLM
RVLM (ang. rostral ventrolateral medulla), dogłowowy brzuszno-boczny obszar rdzenia przedłużonego – strefa rdzenia przedłużonego, znajdująca się poniżej jądra zatwarzowego pod powierzchnią brzuszną rdzenia, w jego części bocznej i dogłowowej. Jest odpowiedzialny za podstawową i odruchową kontrolę współczulną (mobilizacyjną) aktywności związanej z funkcją sercowo-naczyniową.  Nienormalnie podwyższona aktywność współczulna w RVLM jest związana z różnymi chorobami układu krążenia, jak niewydolność serca i nadciśnienie.